# Cristóbal de Hohenzollern-Haigerloch

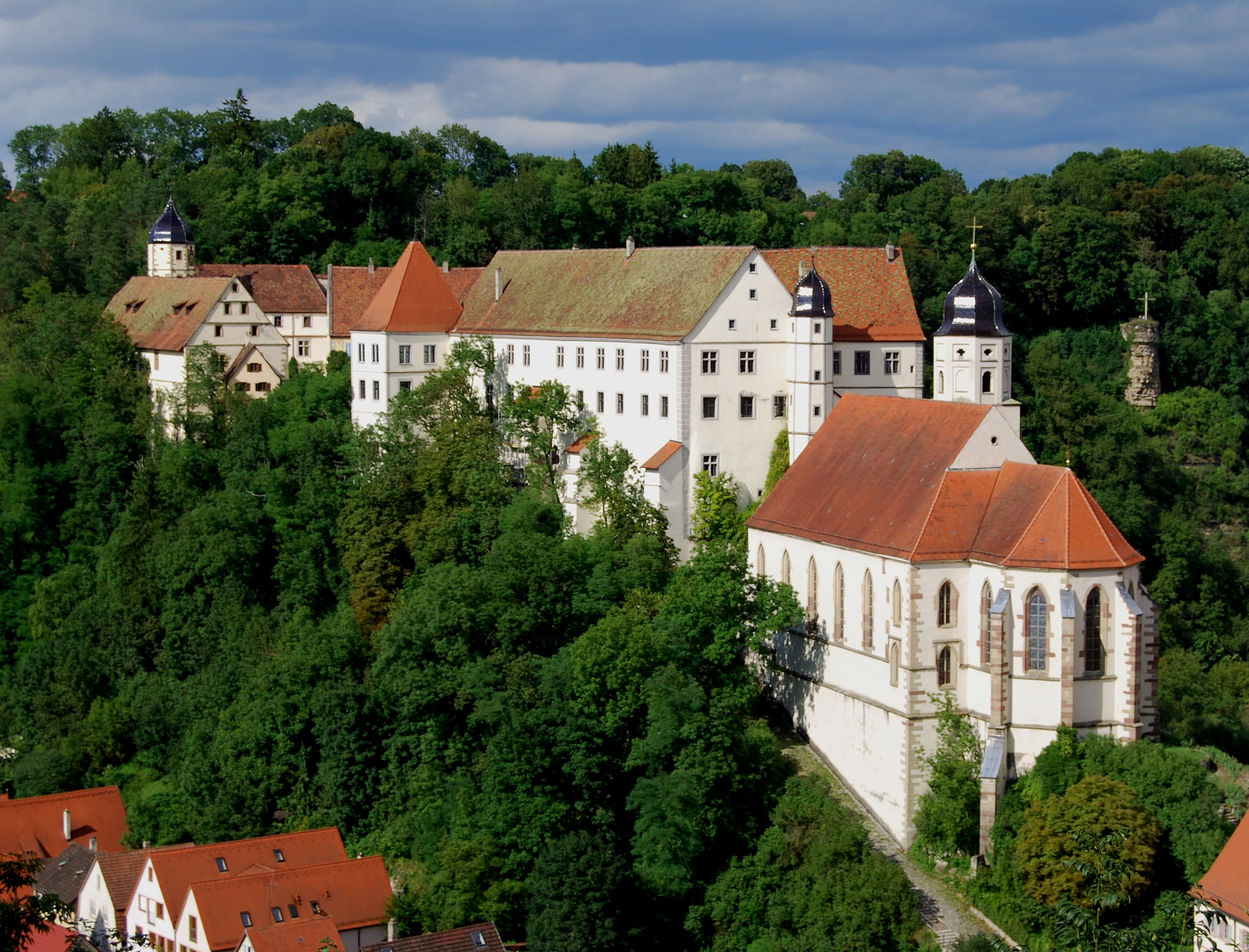
Iglesia del Castillo y Castillo de Haigerloch.

El Conde Cristóbal de Hohenzollern-Haigerloch (20 de marzo de 1552 en Haigerloch-21 de abril de 1592, Haigerloch) fue el primer Conde de Hohenzollern-Haigerloch.

## Biografía
Cristóbal era el tercer hijo varón superviviente del Conde Carlos I de Hohenzollern (1516-1576) de su matrimonio con Ana (1512-1579), hija del Margrave Ernesto de Baden-Durlach. Cristóbal estudió leyes junto con su hermano Carlos II (1547-1606) en Freiburg im Breisgau y Bourges.
Cuando Carlos I murió en 1576, el Condado de Hohenzollern fue dividido en Hohenzollern-Hechingen, Hohenzollern-Sigmaringen y Hohenzollern-Haigerloch. Cristóbal, el hijo menor, recibió el Señorío de Haigerloch, que había sido adquirido en 1497. Incluía el Castillo de Enisheim y las ciudades de Imnau y Stetten. Su hermano mayor Eitel Federico IV recibió Hechingen, su otro hermano Carlos II recibió Sigmaringen. La parte de Cristóbal tenía 10.000 habitantes en ese tiempo y era substancialmente más pequeña que las partes de sus hermanos. Cristóbal fundó la línea mayor de Haigerloch, que se extinguió con su hijo menor.
Cristóbal tuvo gran preocupación por la administración del condado. Pronto inició una extensa reconstrucción de su Castillo de Haigerloch; sentía que un castillo medieval no era representativo para un gobernante de su era. Sin embargo, murió antes de que el trabajo pudiera ser completado. Cristióbal y su esposa fundaron la Iglesia de la Santísima Trinidad en Haigerloch.
Cuando el Conde Cristóbal Estanislao de Nellenburg murió en 1591, Cristóbal heredó el Señorío de Wehrstein con el castillo del mismo nombre y la población de Dettensee. Cristóbal puedo heredar porque el hermano de Cristóbal Estanislao había contraído matrimonio con una condesa de Hohenzollern. El otro reclamente fue Ana María de Wolfentein, quien había tenido un matrimonio fallido con un ciudadano de Bregenz de nombre Fezenn. Cristóbal y sus hermanos la desacreditaron afirmando que ella había sido una prostituta.

## Matrimonio e hijos
Cristóbal contrajo matrimonio con Catalina (m. después de 1608), a una hija del Barón Cristóbal de Welsperg, en Sigmaringen en 1577. Cristóbal y Catalina tuvieron los siguientes hijos:
- Juan Cristóbal (1586-1620), Conde de Hohenzollern-Haigerloch

desposó en 1608 a la Condesa María Isabel de Hohenzollern-Sigmaringen (1592-1659).
- Carlos (1588-1634), Conde de Hohenzollern-Haigerloch

desposó en 1618 a la Condesa Rosamunda de Ortenburg (d. 1636)
- Gwendolyn María Salomé (1578-1647), una monja en la Abadía de Inzigkofen
- Ana Dorotea († 1647), Prioresa en la Abadíá de Inzigkofen
- María Sidonia, una monja en la Abadía de Söflingen
- Jakobe (m. después de 1607)